# Маршалл, Кёртис
Кёртис Маршалл (англ. Kurtis Marschall) — австралийский легкоатлет, специалист по прыжкам с шестом. Выступает за сборную Австралии по лёгкой атлетике с 2014 года, бронзовый призёр чемпионата мира 2023 года, двукратный чемпион Игр Содружества (2018 и 2022), трёхкратный чемпион Австралии, участник Олимпийских игр 2016 и 2020 годов.

## Биография
Кёртис Маршалл родился 25 апреля 1997 года в городе Аделаида, Южная Австралия.
Впервые заявил о себе в лёгкой атлетике на международной арене в сезоне 2014 года, когда вошёл в состав австралийской национальной сборной и выступил на мировом первенстве среди юниоров в Юджине, где с результатом 5,00 м не смог преодолеть предварительный квалификационный этап.
В 2015 году выиграл серебряную медаль на чемпионате Австралии в Брисбене.
В 2016 году был лучшим в зачёте австралийского национального чемпионата в Сиднее, стал серебряным призёром на юниорском мировом первенстве в Быдгоще, уступив в финале только американцу Дикину Вольцу. Выполнив олимпийский квалификационный норматив, благополучно прошёл отбор на летние Олимпийские игры в Рио-де-Жанейро — в программе прыжков с шестом показал результат 5,60 метра, чего оказалось недостаточно для выхода в финал.
После Олимпиады в Рио Маршалл остался в составе легкоатлетической команды Австралии и продолжил принимать участие в крупнейших международных соревнованиях. Так, в 2017 году на чемпионате Австралии в Сиднее он вновь превзошёл всех своих соперников, тогда как на чемпионате мира в Лондоне стал седьмым.
В 2018 году в третий раз подряд выиграл австралийский национальный чемпионат, показал четвёртый результат на чемпионате мира в помещении в Бирмингеме, одержал победу на домашних Играх Содружества в Голд-Косте.